# Abattoir – Er erwartet dich!
Abattoir – Er erwartet dich!  ist ein amerikanischer Horrorfilm aus dem Jahr 2016 des Regisseurs Darren Lynn Bousman. „Abattoir“ (engl./frz.) bedeutet „Schlachthaus“.

## Inhalt
Die junge Immobilienreporterin Julia untersucht nach dem Mord an ihrer Schwester und deren Familie ähnlich gelagerte Fälle. Eine Gemeinsamkeit ist der seltsame Umstand, dass kurz nach der Tat ein mysteriöser alter Mann das Tatort-Gebäude kaufte und das Zimmer, in dem der Mord geschah, komplett herausriss. Die Suche nach dem Käufer führt Julia und ihren Freund, den Polizisten Desclan, in ein vom Verfall geprägtes Örtchen namens New English. Die Bewohner sind ablehnend bis feindselig – nur eine alte Frau, Allie, ist kooperativ und erzählt Julia von einem wahnsinnigen Prediger aus den 1930er Jahren, der den Niedergang des Ortes mit der Anstiftung zum Mord einleitete. Der Mann, Jebediah Crone, lebt trotz seines hohen Alters noch, und baut aus den herausgerissenen Räumen ein neues Gebäude zusammen.

## Produktion
Die Produktion für den Film begann im Jahr 2014. Im Oktober 2014 wurde bekannt gegeben, dass Joe Anderson, Dayton Callie, Jessica Lowndes und Lin Shaye besetzt worden waren.

## Rezeption
Abattoir hat negative Bewertungen erhalten. Rotten Tomatoes ermittelte für den Film eine Bewertung von 38 % positiven Wertungen und einer durchschnittlichen Punktzahl von 4,7/10. Metacritic verzeichnet für den Film die Wertung 40/100, die „gemischt oder durchschnittlich“ darstellt.
Das Lexikon des internationalen Films urteilt: „Gruselfilm in atmosphärischem Noir-Look mit einigen originellen Ideen bei der Ausgestaltung des Haunted-House-Motivs, der aber zu keiner stringenten Dramaturgie findet und wie ein unfokussiertes Gruselkabinett wirkt.“